# Canard au sang

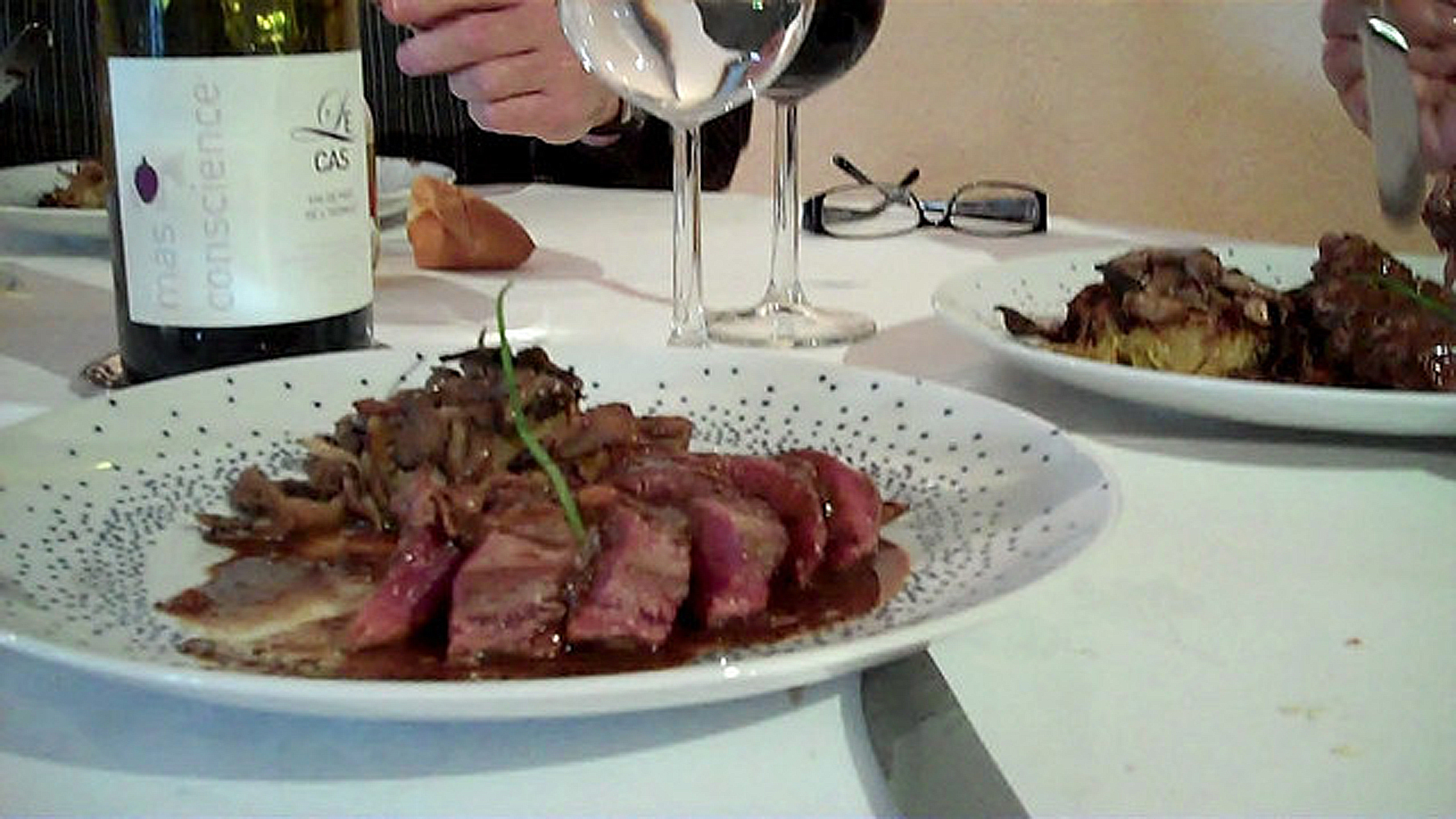
Canard au sang accompagné d'un vin terrasses-du-larzac.

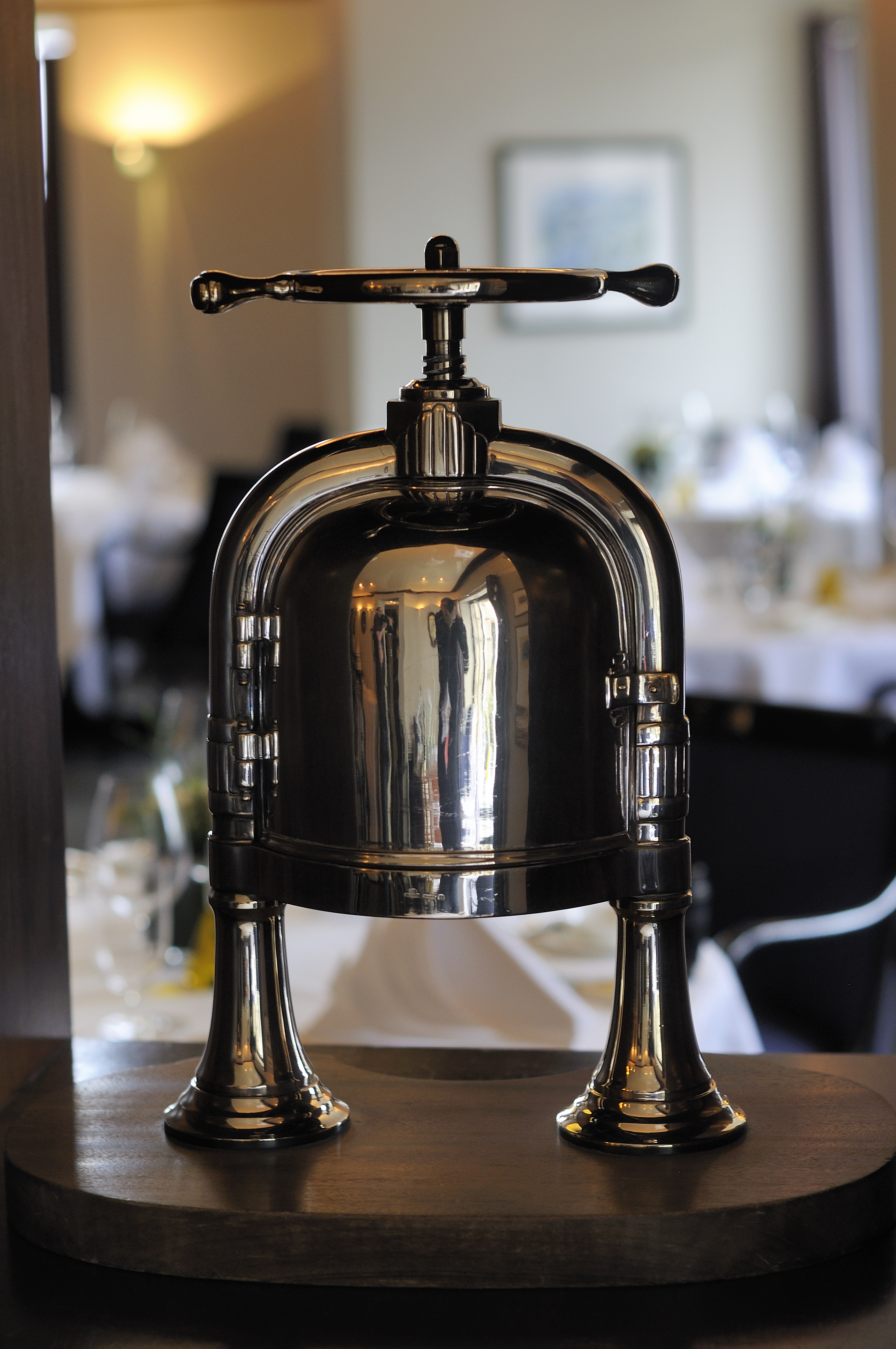
Une presse spéciale pour canard.

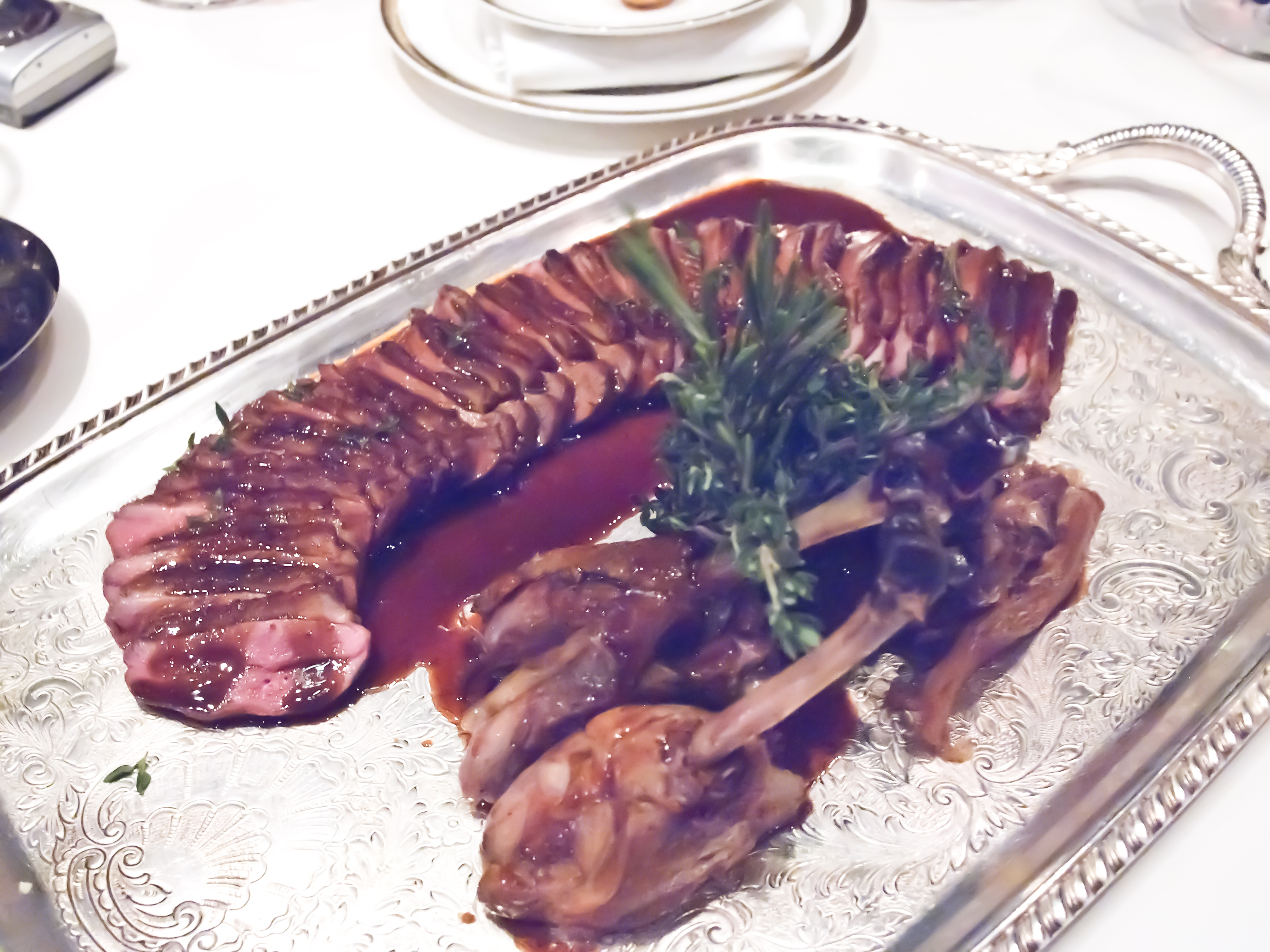
Plat de caneton à la presse, accompagné de sauce rouennaise.

Le canard au sang (dit également caneton au sang, canard à la presse, canard pressé, caneton à la presse ou encore canard à la rouennaise ou caneton à la rouennaise) est un plat traditionnel français. Spécialité culinaire de Rouen, sa recette est attribuée à un aubergiste de Duclair, appelé le Père Denise, qui se servait du canard de Duclair. 
Le plat est composé de diverses parties d'un canard, servi avec une sauce constituée de son sang et de sa moelle osseuse, extraits au moyen d'une presse, dite « à canard ». Le canard au sang est parfois considéré comme « le summum de l'élégance ». 
Ce plat est également devenu une spécialité du restaurant La Tour d'Argent, à Paris, où la recette du « caneton Tour d'Argent » a été codifiée au XIXe siècle. 

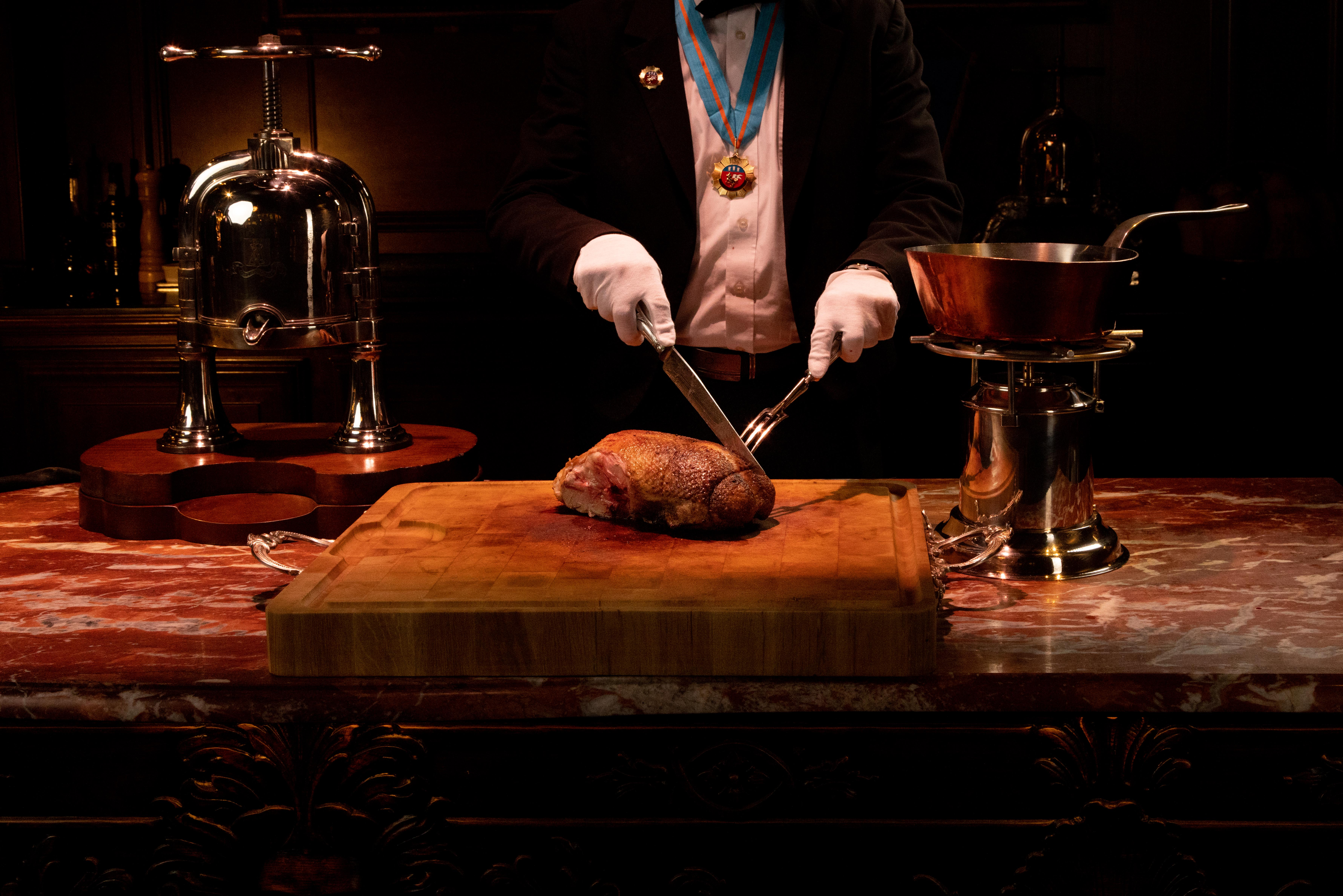
Découpe du canard au sang, au restaurant Les Grands Buffets.

Il existe par ailleurs à Rouen un « ordre des Canardiers », créé en 1986 et destiné à maintenir la tradition du canard au sang. Il réunit des professionnels servant du canard à la rouennaise dans leurs établissements (dits « Maîtres Canardiers ») et des gastronomes amateurs de ce plat (dits « gentilshommes ou dames Canardiers »). Le maire de Rouen est de droit membre de cette association, avec le titre de « Grand Canardier d’honneur ».
Le restaurant Les Grands Buffets, à Narbonne, est un exemple qui prouve que la recette est encore représentée, il a reçu la médaille de l'ordre des canardiers en 2022, consacrant ainsi l'établissement comme un des restaurants de premier rang à perpétuer cette recette.

## Préparation
Un canard, de préférence jeune et dodu, est abattu de façon à conserver son sang. Le canard est ensuite partiellement grillé. Son foie est broyé et séché, puis les pattes et le magret sont enlevés.
Ce qui reste de la dépouille de l'animal (y compris les os et la peau) est placé dans une presse spéciale (ressemblant à un pressoir à vin) : un jus de sang et de carcasse est ainsi obtenu. Le résultat de cette extraction est ensuite épaissi et aromatisé pour donner une sauce. Le foie broyé est ajouté à cette sauce faite d'échalotes hachées réduites dans un litre de bordeaux avec poivre et sel et à laquelle on ajoute du beurre.
Le magret est alors découpé et servi avec la sauce. Les pattes sont grillées et peuvent faire l'objet du plat suivant.
Dans la recette du canard au sang façon Tour d'argent, la sauce est préparée avec 10 cl de madère et 5 cl de cognac.